# Мелинкуэ
Мелинкуэ́ (исп. Melincué) — город и муниципалитет в департаменте Хенераль-Лопес провинции Санта-Фе (Аргентина), административный центр департамента.

## История
Согласно испанским хроникам, во время прихода европейцев в этих местах жили индейцы, которые впоследствии «погибли в войнах с варварскими племенами». Для прикрытия с юга от набегов индейских племён пути, соединяющего Буэнос-Айрес с Верхним Перу, испанцы соорудили укреплённую линию, и в этих местах в конце XVIII века был построен форт Мелинкуэ.
В 1872 году через эти места была проведена железная дорога, и здесь была построена станция Сан-Урбано, вокруг которой начал расти посёлок. В 1889 году поселение и станция были переименованы в Мелинкуэ.